# Tvivla, korsfarare!
Tvivla, korsfarare! är en historisk roman av Artur Lundkvist utgiven 1972.
Romanen är "en sannolik berättelse" om det första korståget i slutet på 1000-talet. Huvudperson är en svensk korsfarare, Eskil Knutson, och hans olika följeslagare. Berättelsen skildrar Eskils upplevelser av trosfanatism, förföljelser och våld under korståget och hans växande tvivel på meningen och berättigandet med det hela.

## Källa
- Artur Lundkvist Tvivla, korsfarare!, Bonniers 1972